# An Clochán Liath
An Clochán Liath (en anglès Dungloe) és una vila d'Irlanda, al comtat de Donegal, a la província de l'Ulster. Es troba a la Gaeltacht de Na Rosa, de la que n'és el principal centre. Dungloe es desenvolupà com a vila a mitjans del segle xviii, i actualment serveix com a centre administratiu de l'oest de Donegal i particularment a Na Rosa, amb l'única escola secundària de la zona.
Es calcula que a l'àrea el 15% de la població són parlants nadius d'irlandès. Malgrat que forma part de la Gaeltacht, hi ha pocs parlants nadius d'irlandès i l'anglès és la llengua quotidiana de la majoria de la població local. Nogensmenys, hi ha petits focus de parlants d'irlandès fora de la ciutat i la llengua es pot sentir a la vila.
Dungloe és esmentada a la sèrie de la Fox Broadcasting Company Sons of Anarchy com a proveïdor de les armes del grup de moters per al True IRA, representació fictícia del Real IRA.

## Personatges
- Tony Boyle futbolista gaèlic
- Alexander Campbell, empresari estatunidenc
- Goats Don't Shave, grup de folk irlandès
- Paddy "the Cope" Gallagher, empresari
- Pat the Cope Gallagher, diputat
- Peadar O'Donnell

## Galeria d'imatges

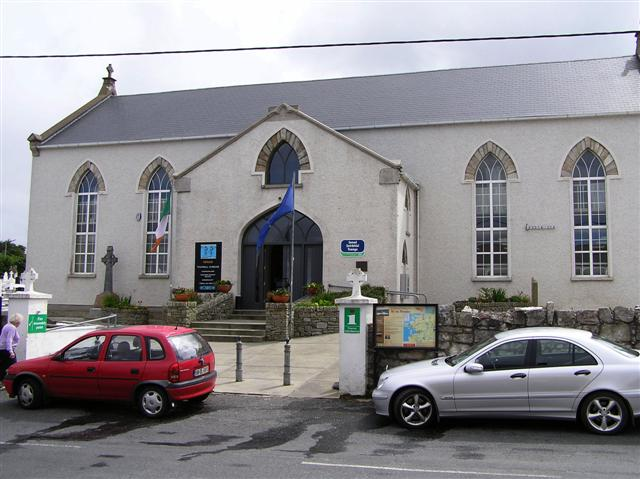
Biblioteca d'An Clochán Liath
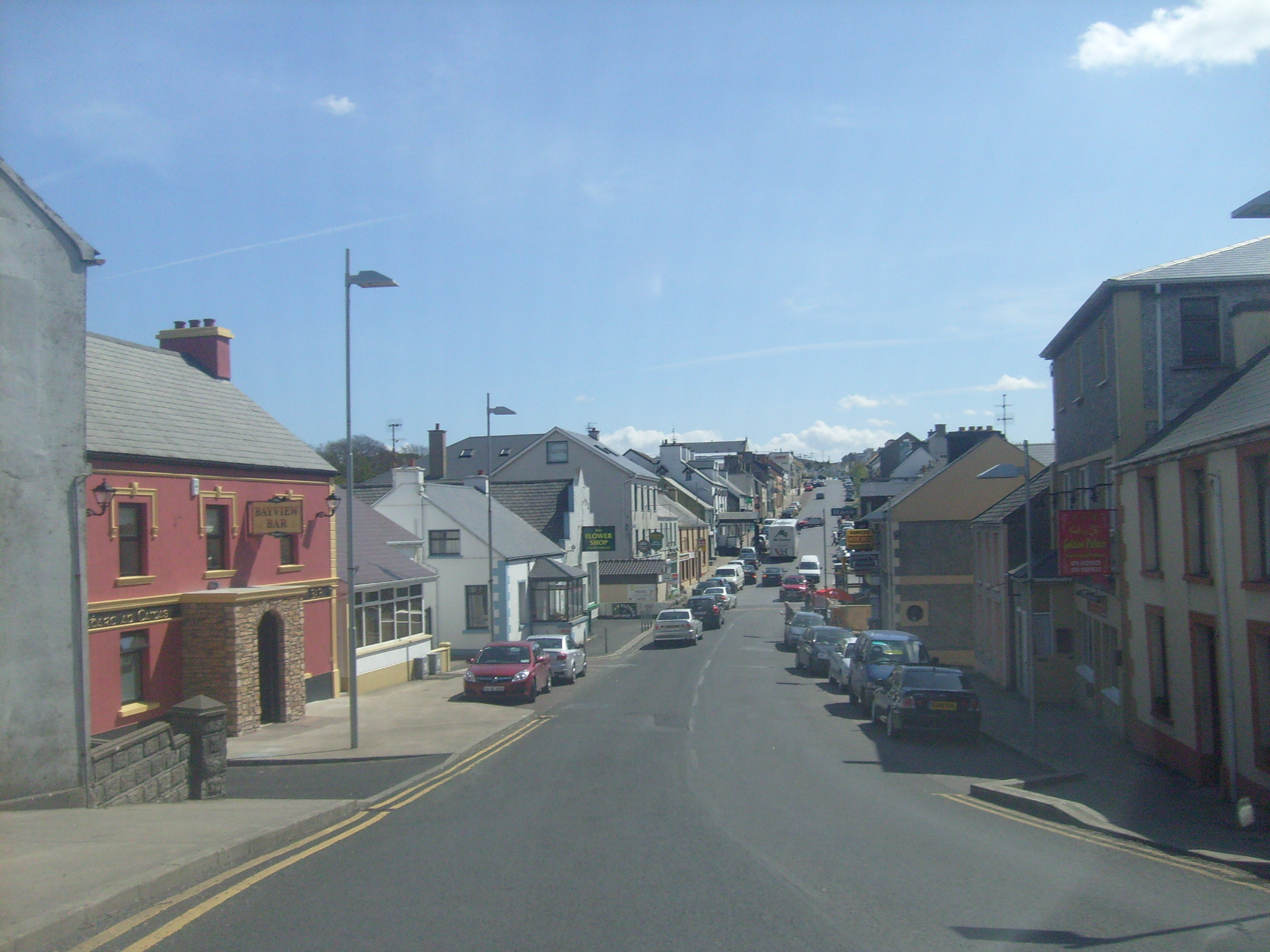
An Clochán Liath
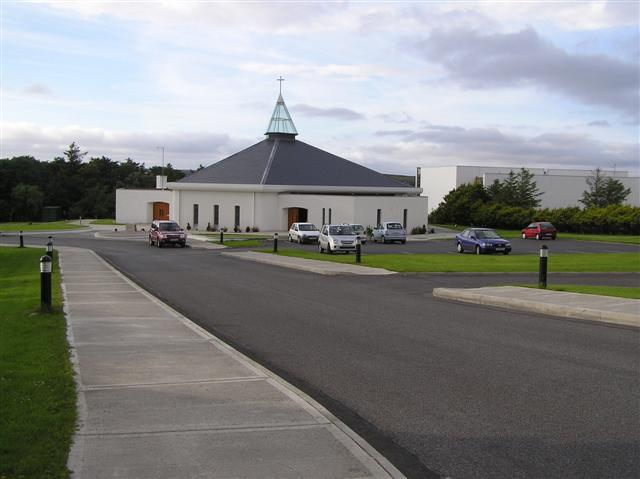
Església catòlica d'An Clochán Liath